# 日野原善輔
日野原 善輔（ひのはら ぜんすけ、1877年3月12日 - 1958年6月21日）は戦前、戦後に活躍したメソジスト派の牧師である。医師である日野原重明の実父。

## 生涯

### 幼少期
1877年（明治10年）に山口県萩市に生まれる。1891年（明治24年）14歳の時に山口教会（現・日本基督教団山口信愛教会）のS・ショウから洗礼を受ける。

### 学生時代
神戸の関西学院普通部と高等部で学ぶ。1897年（明治30年）に20歳になり徴兵検査を受けて、2年間の兵役に従事してから、米国のノースカロライナ州トリニティカレッジ（デューク大学）に4年間留学し、英文学と神学を専攻する。

### 牧師時代
1905年（明治38年）に帰国後、大阪西部教会（現・日本基督教団東梅田教会）牧師に就任、再びアメリカに留学する。ユニオン神学校で2年間学ぶ。ユニオン神学校で学んでいる間に、次男の重明が生まれる。
帰国後、大分教会の牧師になる。1915年（大正4年）より、神戸中央教会（神戸栄光教会）の牧師を務める。1930年（昭和5年）より広島女学院長を務める。
1942年（昭和17年）より日本基督教団玉川平安教会牧師を務める。また、栃木県真岡市光ヶ丘教会の開拓に従事する。

### 晩年
戦後になり、1958年（昭和33年）に渡米している間、バージニア州リッチモンドで病死する。

### 死後
死後、上尾市に日野原記念会堂上尾栄光教会が建設された。